# Савчук Віктор Олексійович
Віктор Олексійович Савчук (5 листопада 1946, с. Велика Березна, Полонський район, Хмельницька область) — український історик, педагог, громадський діяч, організатор всеукраїнського краєзнавчого руху. Кандидат історичних наук. Заслужений працівник культури України (1997). Член-кореспондент Української академії історичних наук (2002).

## Життєпис
Народився 5 листопада 1946 р. у с. Велика Березна на Хмельниччині. Зростав у родині, де виховувалося шестеро дітей: три брати і три сестри. Батьки Олексій Михайлович і Ольга Климівна трудилися у місцевому колгоспі.
Після закінчення Великоберезнянської восьмирічної школи в 1961 році успішно пройшов вступні випробування і став учнем агрономічного відділення Кам'янець-Подільського сільськогосподарського технікуму. Навчаючись у технікумі, здобув перший розряд із шахів.
У січні 1966 р. закінчив технікум з відзнакою, а вже 2 лютого 1966 р. був призваний на дійсну строкову службу в армію. Демобілізувався у листопаді 1968 р.
Почав працювати секретарем комітету комсомолу сільськогосподарського технікуму.
У 1974 р. закінчив історичний факультет Кам'янець-Подільського державного педінституту імені В. П. Затонського.
У листопаді 1982 р. прикріпився здобувачем до Інституту історії України АН УРСР. У жовтні 1987 р. захистив дисертацію на ступінь кандидата історичних наук «Розвиток історичного краєзнавства в Українській РСР на матеріалах громадських форм дослідження історії Великої Вітчизняної війни: 1965—1975». Науковий керівник — академік П. Т. Тронько.
1991—2002 рр. — старший науковий співробітник відділу регіональних проблем історії України Інституту історії України НАН України.
З 1993 р. — старший науковий співробітник відділу з розробки архівів ВУЧК-ГПУ-НКВД-КГБ.
Близько десяти років працював завідувачем Кам'янець-Подільського регіонального сектору Головної редакційної колегії науково-документальної серії книг «Реабілітовані історією».
З жовтня 2002 по 2013 рр. — проректор з міжнародних відносин, зв'язків з органами влади, самоуправління та засобами масової інформації Кам'янець-Подільського державного університету.
Делегат п'яти з'їздів Національної (Всеукраїнської) спілки краєзнавців.
Як заступник головного редактора займався випуском відродженого журналу Всеукраїнської спілки краєзнавців «Краєзнавство» (2003).
Член правління Національної спілки краєзнавців України. Входить до складу Національної спілки журналістів України, низки авторитетних редколегій різноманітних видань всеукраїнського та регіонального масштабу.
Керівник громадської організації «Українсько-польська агенція досліджень і технологій».
У зв'язку з широким колом обов'язків Віктору Олексійовичу доводилося брати участь у будівництві у м. Кам'янець-Подільський загальноосвітніх шкіл № 6, 9, 11, 16, 17, дев'яти дитячих садків, реконструкції школи № 14, а також організації проєктування та будівництва медико-санітарної частини зі стаціонаром заводу «Електроприлад», хірургічного корпусу міської лікарні ім. Леніна, дитячої лікарні, пологового будинку тощо.

## Наукова робота
Головним і незмінним науковим інтересом науковця є історія краєзнавчого руху в Україні у XX cтолітті. Співорганізатор і учасник багатьох історико-краєзнавчих конференцій, член оргкомітетів і редакційних колегій збірників праць V—XI Всеукраїнських краєзнавчих конференцій. Учасник розробки проєкту державної програми з розвитку краєзнавства, прийнятої Кабінетом Міністрів України 10 червня 2002 р. на період до 2010 р.
Понад 300 його наукових праць присвячено розвитку краєзнавства в Україні.
Долучився до створення близько 40 випусків збірника наукових праць «Історія України: маловідомі імена, події, факти».
Резонансними стали збірники документів та матеріалів: "Операція «Френтік», «Тернистим шляхом до Храму», «Кримські татари — шлях до повернення», «Історико-культурна спадщина України (XIX ст. — поч. XX ст.)» та інші.
Важливі наукові розвідки з історичного краєзнавства:
- «Краєзнавчий рух міста Кам'янця в 1921—1923 роках»;
- «Унікальне краєзнавче видання 1921 року у м. Кам'янці-Подільському»;
- «Проблеми та розвиток шкільного краєзнавства в Україні у 20 — 30-х рр. ХХ ст.»;
- «Педагогічні ідеї Софії Русової в контексті шкільного краєзнавчого руху 20 — початку 30-х рр. ХХ ст.» та інші.

## Відзнаки та нагороди
- медаль Вищої державної школи імені Яна Гродка (м. Санок, Польща);
- диплом Саноцького відділення Всепольського нумізматичного товариства;
- Подяка Президента України;
- почесні грамоти Кабінету Міністрів України;
- премія Всеукраїнської спілки краєзнавців імені Дмитра Яворницького;
- нагрудний знак МОН України «Петро Могила»;
- почесна відзнака Міністерства України у справах сім'ї, молоді та спорту «За активну громадську діяльність»;
- нагрудний знак «Автор» Державного департаменту інтелектуальної власності;
- медаль Всеукраїнської асоціації «Афганці Чорнобиля»;
- відзнака міського голови м. Кам'янець-Подільський «За заслуги перед міською громадою»;
- звання «Почесний громадянин міста Полонного[3]»;
- почесне звання «Заслужений працівник культури України» (1997)[4].